# Sicalis mendozae
A Sicalis mendozae a madarak osztályának verébalakúak (Passeriformes) rendjébe és a tangarafélék (Thraupidae) családjába tartozó faj.

## Rendszerezése
A fajt Richard Bowdler Sharpe angol ornitológus írta le 1888-ban, a Pseudochloris nembe Pseudochloris mendozæ néven.

## Előfordulása
Dél-Amerikában, Argentína területén honos. Természetes élőhelyei a szubtrópusi és trópusi magaslati cserjések, valamint legelők. Vonuló faj.

## Természetvédelmi helyzete
Az elterjedési területe nem nagy, egyedszáma viszont stabil. A Természetvédelmi Világszövetség Vörös listáján nem fenyegetett fajként szerepel.